# Тобольская ТЭЦ

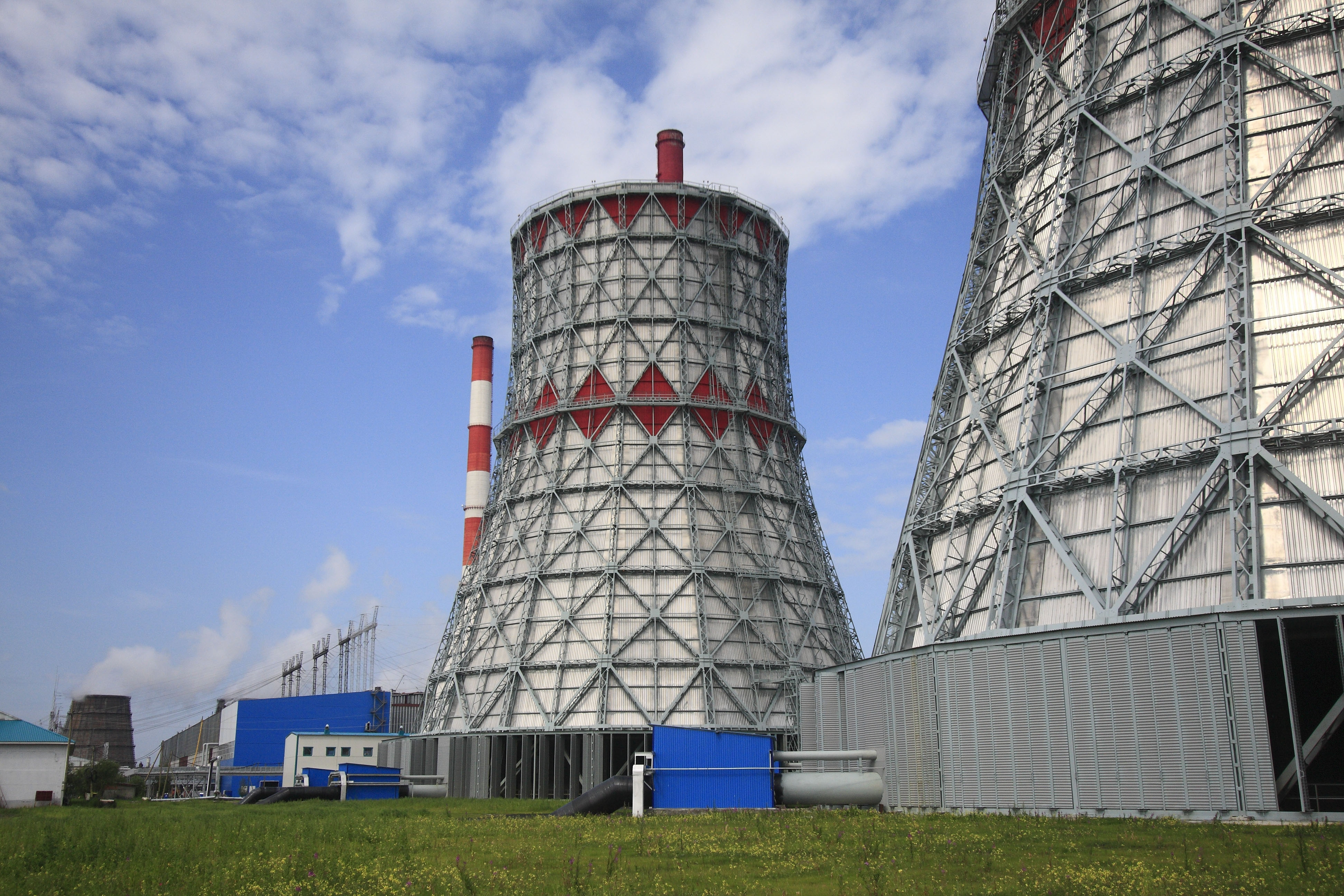
Тобольская ТЭЦ: градирни

Тобольская ТЭЦ — теплоэлектроцентраль (разновидность тепловой электростанции) в г. Тобольск. Входит в состав ОАО «СИБУР», основным акционером которого является ПАО «СИБУР Холдинг», ранее входила в состав компании «Фортум».

## История и деятельность
16 апреля 1983 года запущен первый энергоблок. По другим данным, введена в эксплуатацию 9 июля 1980 года. Является ключевым поставщиком тепла и электричества для г. Тобольска, единственным производителем и поставщиком технологического пара для Тобольского нефтехимического комбината.
Оборудование:
- 5 паровых турбин,
- 9 энергетических котлов,
- 3 пиковых водогрейных котла.

Установленная электрическая мощность — 665,3 МВт, тепловая — 2223 Гкал/ч (2585,3 МВт).
С вводом в коммерческую эксплуатацию в октябре 2011 года приключенной турбины К-110-1,6 ст.№ 5 работающей блочно с паровой турбиной Р-100-130/15 ст.№ 3 и парового котла ТГМЕ-428 ст.№ 9 электрическая мощность станции выросла на 213,3 МВт.
Дымовые трубы достигают высоты 270 метров, и одна из них, подобно трубе Выборгской ТЭЦ, используется в качестве опоры ЛЭП.
В настоящее время – ООО «ЗапСибНефтехим».